# Vícar
Vícar est une commune de la province d'Almería, Andalousie, en Espagne.

## Géographie

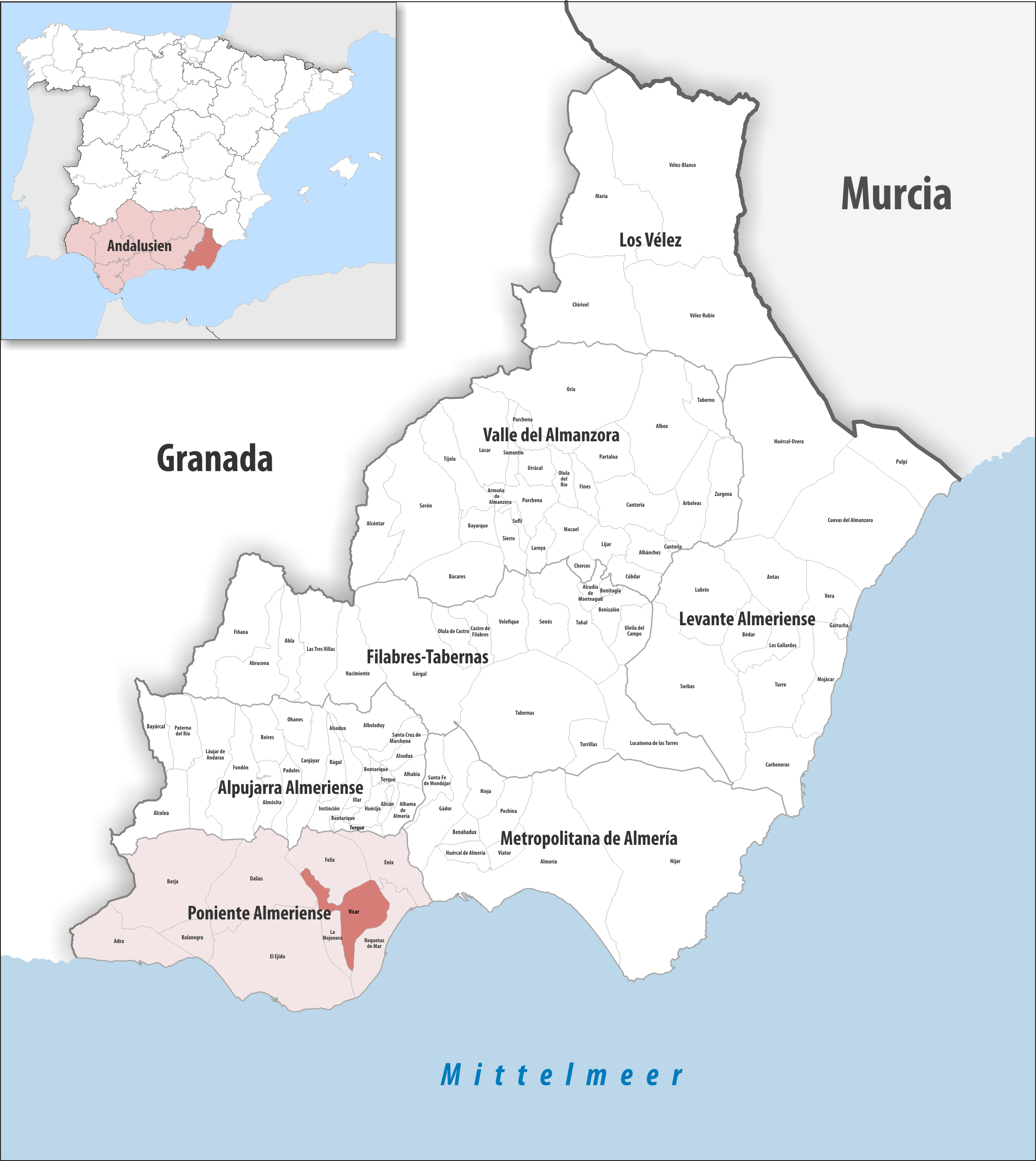
Vícar dans la comarque Poniente almeriense, province d'Almería / en Andalousie

### Localisation
La commune de Felix se trouve au sud-sud-est de l'Espagne, dans le sud-ouest de la province d'Almería et vers l'est de la comarque Poniente almeriense.
Almería est à 24 km est ;
Madrid à 566 km nord ;
Malaga à 185 km ouest ;
Gibraltar à 323 km ouest-sud-ouest (distances par route).

### Généralités
Le Peñón de Bernal estau point de rencontre entre Vícar, Dalías et El Ejido.

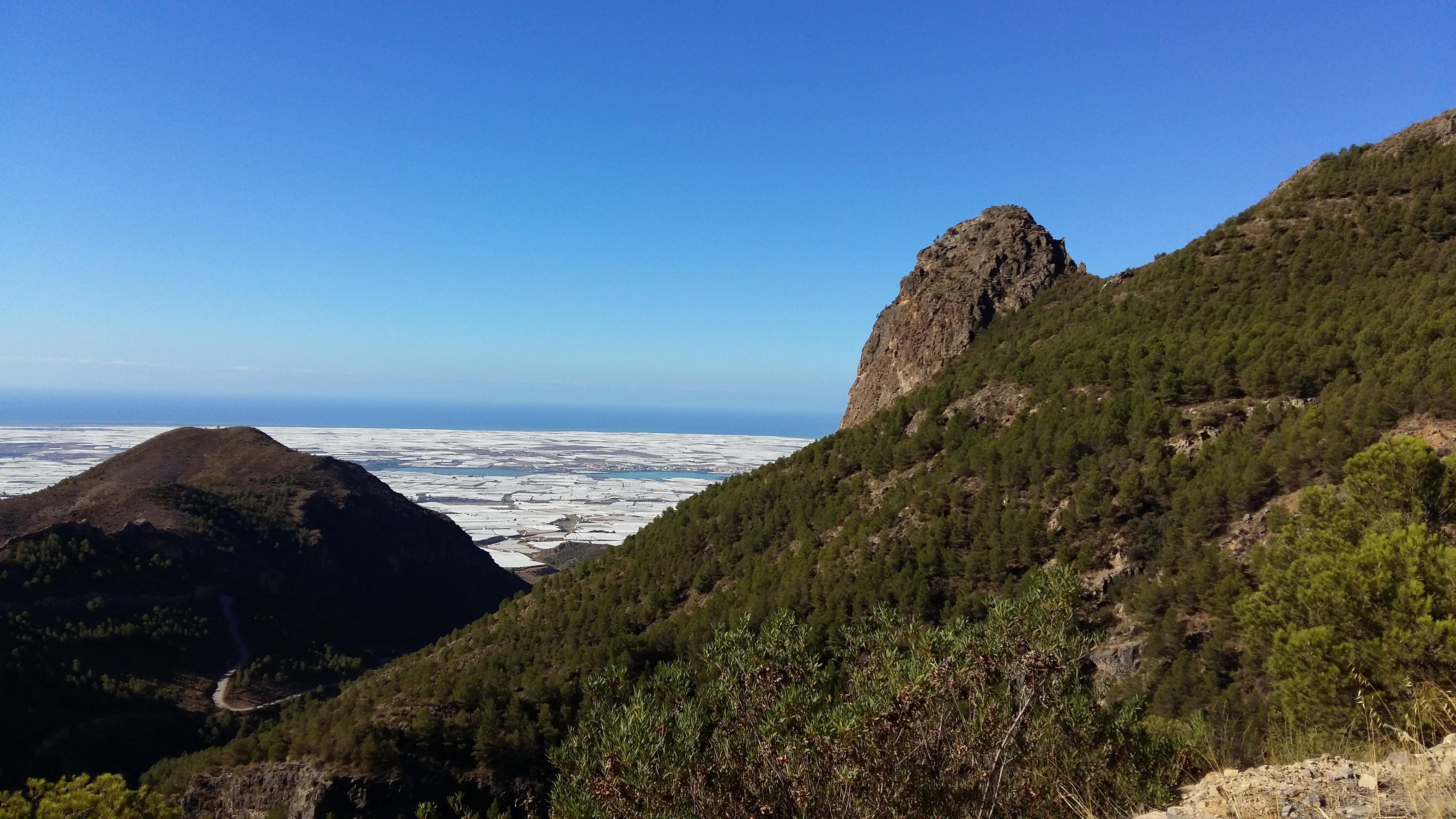
Peñón de Bernal

## Histoire
L'aqueduc romain de Carcauz (es) est à la limite de commune avec Felix.

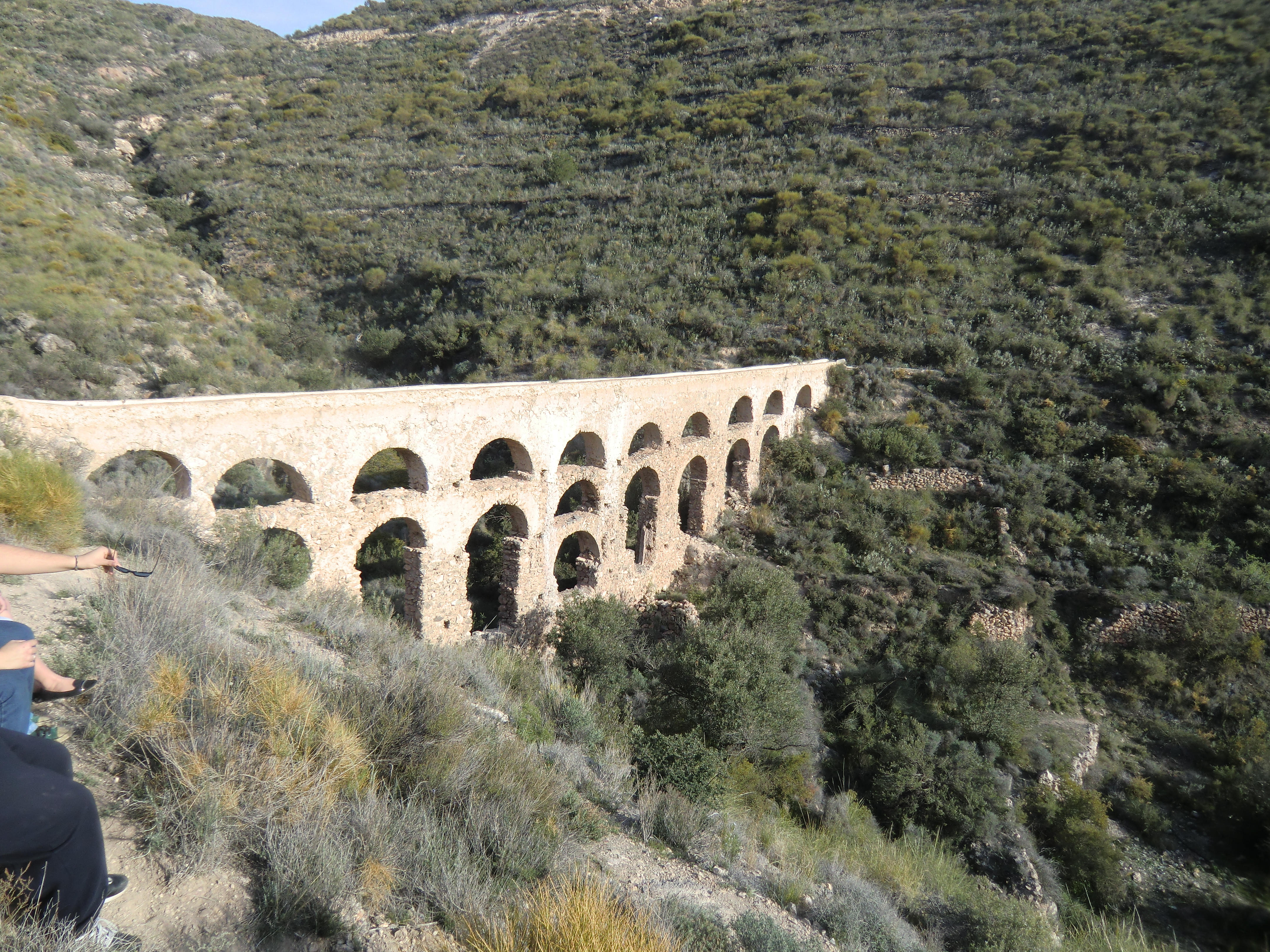
Aqueduc de Carcauz

## Administration
| Période                                  | Période  | Identité                  | Étiquette | Qualité |
| ---------------------------------------- | -------- | ------------------------- | --------- | ------- |
| 2023                                     | En cours | Antonio Bonilla Rodríguez | PSOE      | Maire   |
| Les données manquantes sont à compléter. |          |                           |           |         |

### Jumelage
- Saint-Sylvain-d'Anjou (France)